# Podosfairikos Athlītikos Syllogos Alikarnassou Īrodotos 2021-2022
Questa voce raccoglie le informazioni riguardanti il Podosfairikos Athlītikos Syllogos Alikarnassou Īrodotos nelle competizioni ufficiali della stagione 2021-2022.

## Stagione
Dopo una stagione quasi dominata in Gamma Ethniki, la squadra torna in seconda divisione dopo 2 stagioni dall'ultima volta mantenendo come allenatore Giannīs Tatsis. La prima parte di stagione è molto complicata, a causa del grande cambiamento passando dalla quarta alla seconda divisione in unico anno, a causa della riforma della piramide calcistica, e la squadra affronta le prime 13 partite conquistando 9 punti suddivisi in 3 pareggi e 2 vittorie (ottenute contro la neopromossa Zakynthos e la seconda squadra dell'AEK Atene).
Quindi, la società decide di esonerare Tatsis, e individua come sostituto Ilīas Fyntanis. Con lui, la squadra guadagna altri 11 punti in 9 partite, ma nonostante i buoni risultati ottenuti sin da subito tra cui la vittoria casalinga per 3-0 sul favoritissimo Egaleo, l'allenatore denuncia divergenze con la società e prende le decisioni di dimettersi proprio dopo questa partita.
Il nuovo allenatore viene trovato ed assunto rapidamente: si tratta di Vasilīs Vouzas. Con il nuovo allenatore, i giocatori riescono ad esprimersi al meglio ottenendo altri 17 punti nelle ultime 10 partite di campionato. Grazie a questi risultati, all'ultima giornata la squadra affronta e vince in casa 2-1 contro l'Asteras Vlachioti dell'ex allenatore Fyntanis, salvandosi con un margine di 2 punti sulla 13ª classificata, ovvero lo stesso Asteras Vlachioti retrocesso a causa della sconfitta rimediata. La squadra centra così la prima salvezza in seconda serie della sua storia, risultato definito non solo storico, ma anche "miracoloso".

## Maglie e sponsor
Il fornitore tecnico per la stagione 2021-2022 è Nike. Lo sponsor ufficiale è Zaro's.
| 1ª divisa | 2ª divisa |

## Organigramma societario
Area direttiva

- Presidente: Stelios Papadimitriou
- Vice Presidente: Dīmītris Thōmas
- Direttore Generale: Kōstas Stefanīs

Area sportiva
- Direttore sportivo: Giannīs Hatzisevastos

Area tecnica
- Allenatore: Vasilīs Vouzas

## Rosa
| N. |                       | Ruolo | Calciatore               |
| -- | --------------------- | ----- | ------------------------ |
| 1  | Grecia (bandiera)     | P     | Giōrgos Dimizas          |
| 2  | Grecia (bandiera)     | D     | Kōnstantinos Kyriakidis  |
| 3  | Grecia (bandiera)     | D     | Panagiōtīs Arnaoutoglou  |
| 5  | Grecia (bandiera)     | D     | Charalampos Stamboulidis |
| 6  | Italia (bandiera)     | C     | Daniel Arcilesi          |
| 7  | Grecia (bandiera)     | A     | Nikolaos Vrettos         |
| 8  | Portogallo (bandiera) | C     | Braima Candé             |
| 9  | Grecia (bandiera)     | A     | Minas Chalkiadakis       |
| 11 | Grecia (bandiera)     | A     | Giōrgos Apostolidis      |
| 13 | Grecia (bandiera)     | P     | Timotheos Loutriotis     |
| 14 | Albania (bandiera)    | A     | Renato Gjini             |
| 17 | Grecia (bandiera)     | C     | Giōrgos Sournakis        |
| 19 | Croazia (bandiera)    | A     | Antonio Pavlic           |
| 23 | Grecia (bandiera)     | D     | Giōrgos Kargiotakis      |
| 24 | Grecia (bandiera)     | C     | Giōrgos Kissas           |

| N. |                    | Ruolo | Calciatore                  |
| -- | ------------------ | ----- | --------------------------- |
| 25 | Italia (bandiera)  | P     | Luca Crosta                 |
| 32 | Uruguay (bandiera) | C     | Jonathan Barboza            |
| 33 | Grecia (bandiera)  | P     | Alexandros Leco             |
| 34 | Spagna (bandiera)  | C     | Diego Capel                 |
| 35 | Curaçao (bandiera) | D     | Doriano Kortstam            |
| 44 | Grecia (bandiera)  | C     | Zacharias Christogiannis    |
| 50 | Ghana (bandiera)   | D     | Mark Asigba                 |
| 56 | Grecia (bandiera)  | D     | Giōrgos Makrydakis          |
| 61 | Uruguay (bandiera) | C     | Mauricio Gomez              |
| 70 | Camerun (bandiera) | A     | Siddiki Aboubakari          |
| 71 | Grecia (bandiera)  | C     | Kōnstantinos Georgakopoulos |
| 77 | Grecia (bandiera)  | A     | Ilīas Vrettos               |
| 88 | Grecia (bandiera)  | A     | Stefanos Varouchas          |
| 91 | Grecia (bandiera)  | D     | Christos Nonis              |
| 99 | Grecia (bandiera)  | A     | Theocharīs Pozatzidīs       |

## Risultati

### Souper Ligka Ellada 2

#### Girone di andata
| Nea Alikarnassos 7 novembre 2021 1ª giornata                                        | Irodotos  | 1 – 2                            | Diagoras | Municipale |
| \| \| \| \| \| Chatzisavvas 33’ \| Marcatori \| 8’ (rig.) Kouiroukidis 76’ Singh \| |           |                                  |          |            |
|                                                                                     |           |                                  |          |            |
| Chatzisavvas 33’                                                                    | Marcatori | 8’ (rig.) Kouiroukidis 76’ Singh |          |            |

| La Canea 14 novembre 2021 2ª giornata | PAE Chania | 0 – 0 | Irodotos | Perivolia |

| Nea Alikarnassos 20 novembre 2021 3ª giornata           | Irodotos  | 2 – 0 | Zakynthos | Municipale |
| \| \| \| \| \| Chatzisavvas 15’, 66’ \| Marcatori \| \| |           |       |           |            |
|                                                         |           |       |           |            |
| Chatzisavvas 15’, 66’                                   | Marcatori |       |           |            |

| Candia 24 novembre 2021 4ª giornata                                      | OF Ierapetra | 1 – 1                   | Irodotos | Vouzounerakis |
| \| \| \| \| \| Andereggen 53’ \| Marcatori \| 51’ (rig.) Chatzisavvas \| |              |                         |          |               |
|                                                                          |              |                         |          |               |
| Andereggen 53’                                                           | Marcatori    | 51’ (rig.) Chatzisavvas |          |               |

| Nea Alikarnassos 28 novembre 2021 5ª giornata                | Irodotos  | 0 – 2                      | Kallithea | Municipale |
| \| \| \| \| \| \| Marcatori \| 53’ Mounier 85’ Pozatzidīs \| |           |                            |           |            |
|                                                              |           |                            |           |            |
|                                                              | Marcatori | 53’ Mounier 85’ Pozatzidīs |           |            |

| Egaleo 4 dicembre 2021 6ª giornata                              | Egaleo    | 2 – 0 | Irodotos | Mavrothalassitis |
| \| \| \| \| \| Arnarellis 18’ Voukelatos 80’ \| Marcatori \| \| |           |       |          |                  |
|                                                                 |           |       |          |                  |
| Arnarellis 18’ Voukelatos 80’                                   | Marcatori |       |          |                  |

| Nea Alikarnassos 15 dicembre 2021 8ª giornata | Irodotos  | 0 – 1    | Levadeiakos | Municipale |
| \| \| \| \| \| \| Marcatori \| 43’ Nili \|    |           |          |             |            |
|                                               |           |          |             |            |
|                                               | Marcatori | 43’ Nili |             |            |

| Rodi 19 dicembre 2021 9ª giornata                | Rodos     | 1 – 0 | Irodotos | Diagoras |
| \| \| \| \| \| Papazoglou 63’ \| Marcatori \| \| |           |       |          |          |
|                                                  |           |       |          |          |
| Papazoglou 63’                                   | Marcatori |       |          |          |

| Nea Alikarnassos 19 gennaio 2022 10ª giornata | Irodotos  | 0 – 1       | Episkopī | Municipale |
| \| \| \| \| \| \| Marcatori \| 31’ Barbosa \| |           |             |          |            |
|                                               |           |             |          |            |
|                                               | Marcatori | 31’ Barbosa |          |            |

| Kifisià 2 febbraio 2022 11ª giornata                              | Kīfisias  | 2 – 0 | Irodotos | Zirineio |
| \| \| \| \| \| Doriva 31’ (rig.) Kallergis 72’ \| Marcatori \| \| |           |       |          |          |
|                                                                   |           |       |          |          |
| Doriva 31’ (rig.) Kallergis 72’                                   | Marcatori |       |          |          |

| Nea Alikarnassos 9 febbraio 2022 12ª giornata    | Irodotos  | 1 – 0 | AEK Atene B | Municipale |
| \| \| \| \| \| Pozatzidīs 77’ \| Marcatori \| \| |           |       |             |            |
|                                                  |           |       |             |            |
| Pozatzidīs 77’                                   | Marcatori |       |             |            |

| Kalamata 12 gennaio 2022 13ª giornata                    | Kalamata  | 2 – 0 | Irodotos | Metropolitano |
| \| \| \| \| \| Tatos 20’ Loukinas 38’ \| Marcatori \| \| |           |       |          |               |
|                                                          |           |       |          |               |
| Tatos 20’ Loukinas 38’                                   | Marcatori |       |          |               |

| Nea Alikarnassos 15 gennaio 2022 14ª giornata | Irodotos | 0 – 0 | Panathīnaïkos B | Municipale |

| Arta 23 gennaio 2022 15ª giornata                           | Karaïskakīs | 2 – 1    | Irodotos | Anargiroi |
| \| \| \| \| \| Nazim 11’, 90+3’ \| Marcatori \| 3’ Gómez \| |             |          |          |           |
|                                                             |             |          |          |           |
| Nazim 11’, 90+3’                                            | Marcatori   | 3’ Gómez |          |           |

| Nea Alikarnassos 30 gennaio 2022 16ª giornata                     | Irodotos  | 1 – 2                 | Ergotelīs | Municipale |
| \| \| \| \| \| Gjini 30’ \| Marcatori \| 24’ Peios 46’ Conraad \| |           |                       |           |            |
|                                                                   |           |                       |           |            |
| Gjini 30’                                                         | Marcatori | 24’ Peios 46’ Conraad |           |            |

| Evrotas 6 febbraio 2022 17ª giornata                                                 | Asteras Vlachioti | 1 – 3                                | Irodotos | Municipale |
| \| \| \| \| \| Flensburg 90’ \| Marcatori \| 15’, 43’ Pozatzidīs 56’ Chalkiadakis \| |                   |                                      |          |            |
|                                                                                      |                   |                                      |          |            |
| Flensburg 90’                                                                        | Marcatori         | 15’, 43’ Pozatzidīs 56’ Chalkiadakis |          |            |

#### Girone di ritorno
| Rodi 13 febbraio 2022 18ª giornata                              | Diagoras  | 1 – 1            | Irodotos | Diagoras |
| \| \| \| \| \| Lampiris 23’ \| Marcatori \| 64’ Chalkiadakis \| |           |                  |          |          |
|                                                                 |           |                  |          |          |
| Lampiris 23’                                                    | Marcatori | 64’ Chalkiadakis |          |          |

| Nea Alikarnassos 16 febbraio 2022 19ª giornata                                        | Irodotos  | 2 – 2                | PAE Chania | Municipale |
| \| \| \| \| \| Arnaoutoglou 8’ Aboubakari 89’ \| Marcatori \| 47’ Kola 76’ Zioulis \| |           |                      |            |            |
|                                                                                       |           |                      |            |            |
| Arnaoutoglou 8’ Aboubakari 89’                                                        | Marcatori | 47’ Kola 76’ Zioulis |            |            |

| Zante 20 febbraio 2022 20ª giornata         | Zakynthos | 1 – 0 | Irodotos | Olimpico |
| \| \| \| \| \| Cunha 26’ \| Marcatori \| \| |           |       |          |          |
|                                             |           |       |          |          |
| Cunha 26’                                   | Marcatori |       |          |          |

| Nea Alikarnassos 27 febbraio 2022 21ª giornata                                  | Irodotos  | 2 – 1          | OF Ierapetra | Municipale |
| \| \| \| \| \| Pozatzidīs 38’ Apostolidis 47’ \| Marcatori \| 75’ Di Lorenzo \| |           |                |              |            |
|                                                                                 |           |                |              |            |
| Pozatzidīs 38’ Apostolidis 47’                                                  | Marcatori | 75’ Di Lorenzo |              |            |

| Kallithea 6 marzo 2022 22ª giornata                                 | Athens Kallithea | 3 – 0 | Irodotos | Labrakis |
| \| \| \| \| \| Maroukakis 69’, 73’ Ioannou 90+4’ \| Marcatori \| \| |                  |       |          |          |
|                                                                     |                  |       |          |          |
| Maroukakis 69’, 73’ Ioannou 90+4’                                   | Marcatori        |       |          |          |

| Nea Alikarnassos 9 marzo 2022 23ª giornata                                                 | Irodotos  | 3 – 0 | Egaleo | Municipale |
| \| \| \| \| \| 71’ (rig.) Chalkiadakis 86’ Apostolidis 90+3’ Aboubakari \| Marcatori \| \| |           |       |        |            |
|                                                                                            |           |       |        |            |
| 71’ (rig.) Chalkiadakis 86’ Apostolidis 90+3’ Aboubakari                                   | Marcatori |       |        |            |

| Livadeia 20 marzo 2022 25ª giornata                                                                         | Levadeiakos | 6 – 0 | Irodotos | Municipale |
| \| \| \| \| \| Moutinho 8’ Myridis 24’, 32’ Linardos 31’ Poletto Costa 44’ Barbosa 90+3’ \| Marcatori \| \| |             |       |          |            |
| |             |       |          |            |
| Moutinho 8’ Myridis 24’, 32’ Linardos 31’ Poletto Costa 44’ Barbosa 90+3’                                   | Marcatori   |       |          |            |

| Nea Alikarnassos 27 marzo 2022 26ª giornata | Irodotos | 0 – 0 | Rodos | Municipale |

| Episkopi 30 marzo 2022 27ª giornata               | Episkopī  | 1 – 0 | Irodotos | Gallos |
| \| \| \| \| \| Tharcysio 45+2’ \| Marcatori \| \| |           |       |          |        |
|                                                   |           |       |          |        |
| Tharcysio 45+2’                                   | Marcatori |       |          |        |

| Nea Alikarnassos 3 aprile 2022 28ª giornata                                           | Irodotos  | 3 – 2                        | Kīfisias | Municipale |
| \| \| \| \| \| Pozatzidīs 4’, 9’, 71’ \| Marcatori \| 33’ Pritsas 35’ Kouiroukidis \| |           |                              |          |            |
|                                                                                       |           |                              |          |            |
| Pozatzidīs 4’, 9’, 71’                                                                | Marcatori | 33’ Pritsas 35’ Kouiroukidis |          |            |

| Atene 6 aprile 2022 29ª giornata                                                                 | AEK Atene B | 3 – 1            | Irodotos | Serafideio |
| \| \| \| \| \| Christopoulos 54’ Iatroudis 58’ Giousis 90+2’ \| Marcatori \| 64’ Chalkiadakis \| |             |                  |          |            |
|                                                                                                  |             |                  |          |            |
| Christopoulos 54’ Iatroudis 58’ Giousis 90+2’                                                    | Marcatori   | 64’ Chalkiadakis |          |            |

| Nea Alikarnassos 10 aprile 2022 30ª giornata                                 | Irodotos  | 2 – 1      | Kalamata | Municipale |
| \| \| \| \| \| Chalkiadakis 18’ Pozatzidīs 30’ \| Marcatori \| 67’ Hebert \| |           |            |          |            |
|                                                                              |           |            |          |            |
| Chalkiadakis 18’ Pozatzidīs 30’                                              | Marcatori | 67’ Hebert |          |            |

| Atene 13 aprile 2022 31ª giornata                                                   | Panathīnaïkos B | 1 – 2                              | Irodotos | Nikoalidis |
| \| \| \| \| \| Tsirigotis 90’ \| Marcatori \| 19’ (rig.) Kortstam 24’ Pozatzidīs \| |                 |                                    |          |            |
|                                                                                     |                 |                                    |          |            |
| Tsirigotis 90’                                                                      | Marcatori       | 19’ (rig.) Kortstam 24’ Pozatzidīs |          |            |

| Nea Alikarnassos 17 aprile 2022 32ª giornata | Irodotos | 0 – 0 | Karaïskakīs | Municipale |

| Candia 27 aprile 2022 33ª giornata                 | Ergotelīs | 0 – 1            | Irodotos | Pankritio |
| \| \| \| \| \| \| Marcatori \| 60’ Chalkiadakis \| |           |                  |          |           |
|                                                    |           |                  |          |           |
|                                                    | Marcatori | 60’ Chalkiadakis |          |           |

| Nea Alikarnassos 1 maggio 2022 34ª giornata                                       | Irodotos  | 2 – 1       | Asteras Vlachioti | Municipale |
| \| \| \| \| \| Barboza 13’ Chalkiadakis 68’ (rig.) \| Marcatori \| 44’ Grachov \| |           |             |                   |            |
|                                                                                   |           |             |                   |            |
| Barboza 13’ Chalkiadakis 68’ (rig.)                                               | Marcatori | 44’ Grachov |                   |            |

### Andamento in campionato
| Giornata  | 1  | 2  | 3 | 4 | 5 | 6  | 7  | 8  | 9  | 10 | 11 | 12 | 13 | 14 | 15 | 16 | 17 | 18 | 19 | 20 | 21 | 22 | 23 | 24 | 25 | 26 | 27 | 28 | 29 | 30 | 31 | 32 | 33 | 34 |
| --------- | -- | -- | - | - | - | -- | -- | -- | -- | -- | -- | -- | -- | -- | -- | -- | -- | -- | -- | -- | -- | -- | -- | -- | -- | -- | -- | -- | -- | -- | -- | -- | -- | -- |
| Luogo     | C  | T  | C | T | C | T  | -  | C  | T  | C  | T  | C  | T  | C  | T  | C  | T  | T  | C  | T  | C  | T  | C  | -  | T  | C  | T  | C  | T  | C  | T  | C  | T  | C  |
| Risultato | P  | N  | V | N | P | P  | -  | P  | P  | P  | P  | V  | P  | N  | P  | P  | V  | N  | N  | P  | V  | P  | V  | -  | P  | N  | P  | V  | P  | V  | V  | N  | V  | V  |
| Posizione | 11 | 11 | 7 | 8 | 9 | 10 | 12 | 15 | 15 | 15 | 15 | 15 | 15 | 15 | 15 | 15 | 15 | 15 | 15 | 15 | 14 | 15 | 14 | 15 | 15 | 15 | 15 | 15 | 15 | 14 | 14 | 14 | 13 | 10 |

Legenda:

Luogo: C = Casa; T = Trasferta. Risultato: V = Vittoria; N = Pareggio; P = Sconfitta.